# Los Timones
Los Timones är en ort i Mexiko.   Den ligger i kommunen Tzitzio och delstaten Michoacán de Ocampo, i den södra delen av landet, 190 km väster om huvudstaden Mexico City. Los Timones ligger 2 300 meter över havet och antalet invånare är 123.
Terrängen runt Los Timones är kuperad åt nordväst, men åt sydost är den bergig. Terrängen runt Los Timones sluttar söderut. Runt Los Timones är det glesbefolkat, med 8 invånare per kvadratkilometer. Närmaste större samhälle är Indaparapeo, 15,6 km norr om Los Timones. I omgivningarna runt Los Timones växer i huvudsak blandskog.